# Tiro com arco nos Jogos Mundiais de 2009
As competições de tiro com arco nos Jogos Mundiais de 2009 ocorreram entre 24 e 26 de julho no Lago Chengcing. Seis eventos foram disputados.

## Quadro de medalhas
| Ordem | País           | Medalha de ouro | Medalha de prata | Medalha de bronze |    |
| ----- | -------------- | --------------- | ---------------- | ----------------- | -- |
| 1     | Itália         | 3               | 2                | 1                 | 6  |
| 2     | Estados Unidos | 2               |                  |                   | 2  |
| 3     | Países Baixos  | 1               |                  |                   | 1  |
| 4     | França         |                 | 2                |                   | 2  |
| 5     | Finlândia      |                 | 1                |                   | 1  |
| 5     | Áustria        |                 | 1                |                   | 1  |
| 7     | Alemanha       |                 |                  | 2                 | 2  |
| 7     | Grã-Bretanha   |                 |                  | 2                 | 2  |
| 9     | Croácia        |                 |                  | 1                 | 1  |
| TOTAL | TOTAL          | 6               | 6                | 6                 | 18 |

## Medalhistas
| Evento                             | Ouro                                     | Prata                  | Bronze                      |
| Barebow masculino (detalhes)       | ITA Giuseppe Seimandi                    | FIN Pasi Ahjokivi      | ITA Sergio Massimo Cassiani |
| Arco recurvo masculino (detalhes)  | USA Victor Wunderle                      | ITA Michele Frangilli  | GER Sebastian Rohrberg      |
| Arco composto masculino (detalhes) | USA Kevin Wilkey                         | ITA Alessandro Lodetti | GBR Chris White             |
| Barebow feminino (detalhes)        | ITA Eleonora Strobbe                     | FRA Christine Gauthe   | GER Monika Jentges          |
| Arco recurvo feminino (detalhes)   | ITA Jessica Tomasi                       | FRA Carole Ferriou     | GBR Naomi Folkard           |
| Arco composto feminino (detalhes)  | NED Ingeborg Renata Enthoven-Mokkenstorm | AUT Petra Goebel       | CRO Ivana Buden             |